# Instituto Ucraniano
El Instituto Ucraniano (en ucraniano: Український інститут, Ukrayinsʹkyy instytut) es una institución pública ucraniana cuya misión es promover, divulgar y promocionar el conocimiento de la lengua ucraniana y su cultura en el mundo.
El Instituto Ucraniano ha sido fundado por el Consejo de Ministros de Ucrania en 2017 y pertenece a la dirección del Ministerio de Asuntos Exteriores de Ucrania.
Este instituto es el equivalente del Instituto Cervantes español, la Sociedad Dante Alighieri italiana, la Alliance Française francesa, el British Council británico o el Instituto Camões portugués.
Empezó a operar plenamente en el verano de 2018, después del nombramiento de Volodymyr Sheiko a la plaza de director de agencia.

## Misión
La misión de la organización es fortalecer la posición internacional de Ucrania a través de la diplomacia cultural. Facilita las conexiones internacionales entre personas e instituciones y crea oportunidades para que Ucrania interactúe y coopere con el mundo.